# PHANTOM (音楽グループ)
PHANTOM（팬텀, ファントム）は、ヒップホップからレゲエまで様々なジャンルで展開するキゲン、サンチェス、ハネで構成された大韓民国の男性3人組音楽グループである。
1979年生まれのキゲン、1986年生まれのサンチェス、1990年生まれのハネの三人は3世代に跨がっており、育った環境もそれぞれ異なる。

## 概要
HybRefineというエレクトロニック歌手として活動していたキゲンは、同じ事務所に所属するサンチェスを客員ボーカルとして迎え経験を積んでいた。2011年にBlock Bの前身、Block Busterの初期メンバーだったが事情によりソロ活動中のハネと出合い「PHANTOM」を結成した。グループ名の由来はドイツの理論物理学者、アルベルト・アインシュタインの相対性理論に登場する「ファントムエネルギー（無限に膨張できる潜在能力の意味）」から取ったもの。
韓国最大級のソーシャル・ネットワーキング・サービス（SNS）、サイワールドにて2011年の新人賞を授与され、PHANTOMは正式デビュー前に新人賞を受賞したという異色の経歴を持っている。
「メンバー」
キゲン（키겐, Kiggen）
- 本名：イ・ギウォン（이기원）
- 生年月日：1979年3月13日
- 出身地：日本国 岐阜県
- 血液型：AB型
- ポジション：リーダー、メインラッパー
- 活動期間：2007年〜
- 学歴：釜山大学 日本語日本文学科
- 10歳まで日本で生活を送っていた

サンチェス（산체스, Sanchez）
- 本名：シン・ジェミン（신재민）
- 生年月日：1986年10月17日
- 出身地：大韓民国 忠清北道提川市
- 血液型：B型
- ポジション：メインボーカル、サブラッパー
- 活動期間：2011年〜
- 学歴：ニュージーランド オークランド大学 法学科
- 韓国で誕生後、ニュージーランドで育った

ハネ（한해, Hanhae）
- 本名：チョン・ハネ（정한해）
- 生年月日：1990年4月7日
- 出身地：大韓民国 釜山広域市
- ポジション：サブボーカル、メインラッパー
- 活動期間：2011年〜
- 学歴：崇実サイバー大学 エンタービジネス学科

## ディスコグラフィー
2011年
- デジタルシングル 「얼굴 뚫어지겠다」

2012年
- デジタルシングル 「ICE」
- デジタルシングル 「미역국」
- 「EP Phantom City」
- 「EP Phantom Theory」

2013年
- デジタルシングル 「몸만 와」
- デジタルシングル 「다 알아」
- デジタルシングル 「신세계」
- デジタルシングル 「Wayogayo vol.1」

2014年
- 正規アルバム 「Phantom Power」
- デジタルシングル 「날아올라」
- デジタルシングル 「이제 보니까」

2015年
- デジタルシングル 「확신을 줘 (Could You Be Mine?)」